# Les Chroniques de Riddick
Pour la bande son, voir Chroniques de Riddick (bande originale).
Série Les Chroniques de Riddick
Pitch Black
(2000) Les Chroniques de Riddick : Dark Fury
(2004)
Pour plus de détails, voir Fiche technique et Distribution.
Ne doit pas être confondu avec Les Chroniques de Spiderwick.
Les Chroniques de Riddick (The Chronicles of Riddick) est un film américain réalisé par David Twohy et sorti en 2004. C'est le deuxième volet de la saga des Chroniques de Riddick.
Il s'agit de la suite chronologique de Pitch Black (2000), centrée sur le personnage de Richard B. Riddick. Le film d'animation Les Chroniques de Riddick : Dark Fury (sorti peu de temps après en 2004) est chronologiquement situé entre Pitch Black et Les Chroniques de Riddick, et fait office de transition entre le départ de la « planète sombre » M6-117 et l'arrivée de Riddick sur UV-6. Une suite est sortie en 2013, simplement nommée Riddick et toujours réalisée par David Twohy.
Échec commercial et critique à sa sortie, Les Chroniques de Riddick deviennent au fil des années un film culte.

## Synopsis

### Dérangement sur UV-6
Riddick s'est exilé pendant cinq ans sur la planète gelée UV-6, pour protéger ses amis Imam et Jack (les survivants de la planète M6-117). Mais un chasseur de primes, nommé Toombs, retrouve sa trace sur UV-6, et essaye de le capturer contre une importante récompense promise par Imam. Cette tentative échoue et Riddick parvient à s'emparer du vaisseau de Toombs qu'il utilise pour s'enfuir vers Helion Prime, là où habite Imam. Ces derniers temps, Riddick est hanté par les visions d'un personnage nommé Shira, lui expliquant qu'il est le dernier représentant d'une race de guerriers connus sous le nom de Furiens.

### Invasion sur Helion prime
Lorsque Riddick atteint Helion Prime et atterrit dans le district islamique de la Nouvelle Mecque, il demande à Imam de s'expliquer : pourquoi des chasseurs de primes ont été envoyés à ses trousses, et pourquoi Jack est absente ? Imam avoue que Jack était partie à sa recherche, il y a quelques années, et qu'elle a été envoyée dans la prison de Crématoria. Imam poursuit en présentant Aereon à Riddick, une élémentaire de l'air, qui a fait en sorte que Riddick revienne sur Helion Prime. Aereon lui explique qu'il est la clé d'une prophétie, selon laquelle un Furien solitaire viendrait un jour défier une invincible force malfaisante et apporter l'équilibre à l'univers. Aereon lui révèle qu'une race, connue sous le nom de Necromonger, correspond à la description de la prophétie. À la suite de cette révélation, l'armée des Necromongers lance une attaque contre Helion Prime et anéantit les défenses de la planète en une nuit. Imam est tué dans l'attaque.
Riddick retrouve ensuite son meurtrier – un des meilleurs combattants des Necromongers – et le tue en récupérant un couteau déjà logé dans le dos du soldat, et en le lui plantant dans la poitrine. Le Haut-Commandeur (le chef suprême de l'armée Necromonger, la seule personne à être revenue vivante d'Anteverse) est impressionné par Riddick, et lui propose de venir à bord de son vaisseau. Celui-ci accepte, et apprend la philosophie des Necromongers : « ce que tu prends t'appartient », et se souvient des milliards de Furiens massacrés il y a trente ans par ces mêmes Necromongers, sous le commandement du Haut-Commandeur. Riddick est alors analysé, et le Haut-Commandeur s'aperçoit qu'il s'agit d'un Furien, probablement celui annoncé par la prophétie. Il ordonne à ses soldats de l'éliminer, mais Riddick parvient à s'enfuir, avant de se faire re-capturer par le chasseur de primes Toombs. Le criminel est satisfait de se livrer à eux sans histoire.

### La prison de Crématoria
Pendant ce temps, le Necromonger Vaako est envoyé par le Haut-Commandeur à la poursuite de Riddick sur Crématoria. Vaako et sa femme comprennent que Riddick est celui annoncé par la prophétie et tous deux décident de comploter pour que Vaako devienne le nouveau Haut-Commandeur. L'équipe de Toombs décide d'envoyer Riddick sur Crématoria (sur suggestion du criminel). Une fois arrivés à la prison, tandis que l'équipe de Toombs découvre que les gardiens refusent de leur payer la prime en totalité, pressentant que Riddick va leur attirer des ennuis (ce qui s'avèrera exact par la suite), le criminel emprisonné rencontre Jack, qui se fait désormais appeler Kyra. Celle-ci lui reproche de l'avoir abandonnée avec Imam à la Nouvelle Mecque, mais ils finissent par se réconcilier. Riddick a mis au point un plan pour s'évader avec Kyra. Mais la situation s'envenime en haut dans le poste de garde car les gardiens, qui découvrent l'arrivée des problèmes avec l'approche du vaisseau Necromonger de Vaako de Crématoria, s'en prennent à l'équipe de Toombs avant de s'enfuir avec l'argent vers le hangar à vaisseaux par le tunnel, tandis que Riddick en profite pour rejoindre le poste de garde où Toombs est le seul survivant, rejoints par Kyra et d'autres détenus.
Toombs, qui découvre qu'il avait parfaitement planifié son évasion, est enfermé dans la prison par Riddick, tandis que ce dernier guide le groupe de prisonniers dehors en engageant une course vers le hangar à vaisseaux (la porte du tunnel étant bloqué). En effet, la surface de Crématoria est exposée le jour aux intenses rayons lumineux de l'étoile voisine, et la surface brûle littéralement sous la chaleur (atteignant 700 degrés). Obligés d'opter pour un pas de course très rapide afin de pouvoir distancer les premiers rayons du jour qui se lève, certains ne vont pas survivre, mais après des péripéties (dont une où Riddick sauve Kyra à flanc de montagne du jour qui brûle), ils parviennent à atteindre le hangar en même temps que les gardes de la prison, qui se déplacent dans l'ancien réseau de tunnels souterrains. Mais au hangar ils découvrent la présence des Necromongers qui viennent d'arriver et éliminent les derniers gardiens et les évadés, sauf Riddick et Kyra. À ce moment-là, le Necromonger Vaako attaque Riddick et prend Kyra en otage. Malgré un combat acharné, Riddick est mis à terre, mais cela fait exploser en lui son énergie Furienne qui assomme ses adversaires avant de s'évanouir et de commencer à brûler sous la chaleur des premiers rayons. Il est sauvé par un Necromonger, le Purificateur, qui le met à l'abri et lui révèle avant de se suicider qu'il est un ancien Furien.

### Affrontement final sur Helion Prime
Riddick décolle à bord du vaisseau de Toombs et se rend sur Helion Prime, pour sauver Kyra. Il arrive malheureusement trop tard : Kyra vient de subir une conversion/lavage de cerveau et embrasse désormais la religion Necromonger. Riddick combat le Haut-Commandeur mais il ne parvient toutefois pas à résister à ses pouvoirs. Celui-ci est capable de retirer l'âme du corps de ses adversaires et d'envoyer sa propre âme la heurter, avant de transporter son corps ailleurs, pour éviter les ripostes. Riddick ne parvient pas à se défendre et est rapidement vaincu. Alors qu'il est sur le point d'être exécuté, Kyra blesse gravement le Haut-Commandeur – soit parce qu'elle simulait sa conversion, soit parce que la présence de Riddick a ravivé sa raison. De rage, le Haut-Commandeur projette Kyra sur une pique du trône, la blessant mortellement. C'est alors que Vaako se saisit d'une grande hallebarde, dans le but d'achever le Haut-Commandeur et de prendre sa place. Alors qu'il abat l'arme sur le Haut-Commandeur, celui-ci se transporte vers l'arme la plus proche, mais Riddick est plus rapide et parvient à le tuer dès qu'il réapparaît devant lui, d'un coup de couteau dans le crâne (le même couteau qu'il avait gagné du champion Necromonger). Riddick retourne auprès de Kyra, qui lui révèle avoir toujours été avec lui (lorsque Riddick lui avait posé la question après sa conversion, elle n'avait pas donné de réponse). Elle meurt alors dans ses bras. Une fois le combat terminé, les Necromongers s'agenouillent devant Riddick, qui s'est assis sur le trône du Haut-Commandeur, le cœur brisé par la mort de la seule personne qui comptait pour lui. Il devient le nouveau Haut-Commandeur de l'empire Necromonger. Les vaisseaux Necromonger partent de la Nouvelle Mecque.

## Fiche technique
- Titre : Les Chroniques de Riddick
- Titre original : The Chronicles of Riddick
- Réalisation : David Twohy
- Scénario : David Twohy, d'après les personnages créés par Jim et Ken Wheat
- Musique : Graeme Revell (musique additionnelle : Dominik Hauser et Tim Simonec)
- Direction artistique : Kevin Ishioka, Mark W. Mansbridge et Sandi Tanaka
- Décors : Holger Gross
- Costumes : Ellen Mirojnick et Michael Dennison
- Photographie : Hugh Johnson
- Son : Chris Jenkins, Rick Kline, Frank A. Montaño
- Montage : Martin Hunter et Dennis Virkler, Tracy Adams (director's cut)
- Production : Vin Diesel et Scott Kroopf, Camille Brown (director's cut)

Production déléguée : Ted Field, David Womark et George Zakk
Production associée : Wendy Williams
Coproduction déléguée : Tom Engelman
- Sociétés de production[1] : Radar Pictures, One Race Productions et Primal Foe Productions, avec la participation de Universal Pictures
- Sociétés de distribution[1] : Universal Pictures (États-Unis) ; United International Pictures (UIP) (France)
- Budget : 105 millions de $ [2] / 120 millions de $[3]
- Pays de production :  États-Unis
- Langue originale : anglais
- Format[4] : couleur - 35 mm - 2,35:1 (Cinémascope) - son DTS | Dolby Digital | SDDS
- Genre : science-fiction, action et aventure
- Durée : 119 minutes / 134 minutes (director's cut) (États-Unis)
- Dates de sortie[5] :
  - États-Unis, Québec[6] : 11 juin 2004
  - France, Belgique, Suisse romande : 18 août 2004
- Classification[7] :
  - États-Unis : Interdit aux moins de 17 ans (Lors de sa sortie) (R – Restricted).
  - États-Unis : Accord parental recommandé, film déconseillé aux moins de 13 ans (Après réévaluation) (PG-13 - Parents Strongly Cautioned).
  - France : Tous publics avec avertissement (visa d'exploitation no 110720 délivré le 8 juillet 2004)[8].

## Distribution
Personnages issus de Pitch Black
- Vin Diesel (VF : Joël Zaffarano ; VQ : Jean-Marie Moncelet) : Richard B. Riddick
- Alexa Davalos (VF : Jennifer Lauret ; VQ : Pascale Montreuil) : Kyra (Jack)
- Keith David (VF : Saïd Amadis ; VQ : Pierre Chagnon) : Imam

Personnages présents sur Helion Prime et armée des Necromongers
- Colm Feore (VF : Patrick Osmond ; VQ : Jacques Lavallée) : Haut-Commandeur
- Judi Dench (VF : Annie Sinigalia ; VQ : Françoise Faucher) : Aereon (l'élémentaire air)
- Thandiwe Newton (VF : Sandra Valentin ; VQ : Nathalie Coupal) : Dame Vaako
- Karl Urban (VF : Fabrice Josso ; VQ : Gilbert Lachance) : Vaako
- Linus Roache (VQ : Daniel Picard) : le purificateur
- Mark Gibbon : Irgun
- Roger R. Cross : Toal
- Kim Hawthorne : Lajjun
- Alexis Llewellyn : Ziza

Personnages présents sur Crematoria et les mercenaires
- Nick Chinlund (VF : Julien Kramer ; VQ : Benoît Rousseau) : Toombs
- Christina Cox (VF : Virginie Méry) : Eve Logan
- Terry Chen (VF : Cédric Dumond ; VQ : Joël Legendre) : pilote de Toombs
- Yorick van Wageningen (VF : Gilles Morvan ; VQ : Manuel Tadros) : The Guv
- Nigel Vonas (VF : Hélène Mondoux) : Merc
- Douglas Arthurs (VF : Vincent Barazzoni) : l'un des gardiens de Crématoria
- Ron Selmour (VF : Frantz Confiac) : l'un des gardiens de Crématoria

Source et légende : Version française (VF) sur Voxofilm et Version québécoise (VQ) sur Doublage QC.

## Accueil

### Accueil critique
Il a reçu un accueil critique défavorable, recueillant 29 % de critiques positives, avec une note moyenne de 4,6⁄10 et sur la base de 160 critiques collectées, sur le site agrégateur de critiques Rotten Tomatoes. Sur Metacritic, il obtient un score de 38⁄100 sur la base de 34 critiques collectées.
L'accueil en France est plus favorable, le site Allociné lui attribue une moyenne de 3.1⁄5.
Les Chroniques de Riddick devient au fil des années un film culte, parfois réévalué par la critique,,,.

### Box-office
Le film a été un échec commercial, rapportant environ 115 772 733 dollars au box-office mondial, dont 57 761 012 dollars en Amérique du Nord, pour un budget de 105 000 000 dollars. En France, il a réalisé 712 642 entrées.
| Pays ou région    | Box-office      | Date d'arrêt du box-office | Nombre de semaines |
| ----------------- | --------------- | -------------------------- | ------------------ |
| États-Unis Canada | 57 761 012 $    | 26 août 2004               | 11                 |
| France            | 712 642 entrées | -                          | -                  |
| Total mondial     | 115 772 733 $   | -                          | -                  |

## Distinctions
Entre 2004 et 2005, Les chroniques de Riddick a été sélectionné 5 fois dans diverses catégories et n'a remporté aucune récompense,.

### Nominations
- Prix Schmoes d'or 2004 (Golden Schmoes Awards) : Film le plus sous-estimé de l'année.
- The Stinkers Bad Movie Awards 2004 : Pire acteur pour Vin Diesel.
- Académie des films de science-fiction, fantastique et d'horreur - Saturn Awards 2005 :
  - Meilleurs effets spéciaux pour Peter Chiang, Pablo Helman et Thomas J. Smith,
  - Meilleure version de l'édition spéciale de DVD.
- Prix Razzie 2005 : Pire acteur pour Vin Diesel[18],[19].

## Novélisation
Alan Dean Foster a novélisé le film en 2004.

## Éditions DVD
- Édition simple - version cinéma : 1 h 59 min
- Édition collector - version director's cut : 2 h 15 min